# Baco Exu do Blues
Diogo Álvaro Ferreira Moncorvo (Salvador, 11 de janeiro de 1996), mais conhecido como Baco Exu do Blues, é um rapper, cantor e compositor brasileiro. Baco começou a ganhar popularidade após o lançamento da faixa Sulicídio, composta em 2016 com o rapper Diomedes Chinaski, em que ambos fazem críticas aos cenário nacional do rap, concentrado na região Sudeste, principalmente nos estados de Rio de Janeiro e São Paulo, reivindicando mais visibilidade para a produção musical das regiões Nordeste e Norte. Dentre as principais características de Baco estão suas fortes metáforas com letras cruas e poéticas, que falam sobre amor, sexo, poder, religião e sociedade.
Em 2017, Baco Exu do Blues foi premiado como Artista Revelação pelo Prêmio Multishow de Música Brasileira. Na ocasião, o artista também teve a sua canção "Te Amo Disgraça" eleita a Canção do Ano pelo júri.
Fez uma participação especial no programa Criança Esperança no último sete de Agosto de 2023, na TV Globo.

## Carreira

### Esú
Em setembro de 2017, Baco lançou o seu primeiro disco solo, Esú, aclamado pela mídia e pela crítica. O álbum constrói uma ponte entre fé, morte, amor, literatura (como nas citações aos escritores Jorge Amado, Machado de Assis e Mário de Andrade), fotografia (com inspirações no artista baiano Mario Cravo Jr.) e cinema (como em canção homônima ao sci-fi de Pedro Almódovar, A Pele que Habito).
Com o álbum, Baco foi indicado ao Troféu APCA 2017 nas categorias Artista Revelação, Música do Ano e Disco do Ano. "Te Amo Disgraça", uma das canções do álbum, foi laureada como a Melhor Música de Rap pelo site Genius, através do Prêmio Genius Brasil de Música 2017.
Foi eleito o 5º melhor disco brasileiro de 2017 pela revista Rolling Stone Brasil.

### Shows pelo Brasil e exterior
Baco tem uma trajetória de apresentações ao vivo desde o lançamento de seu primeiro álbum em 2017, realizando shows em diversas cidades brasileiras, incluindo São Paulo, Rio de Janeiro e Porto Alegre. Contudo, seu alcance internacional se expandiu significativamente em 2023, quando estreou uma série de shows no exterior, destacando-se em performances em diversos países do continente europeu, tais como Espanha, França, Países Baixos e Reino Unido.
Baco encerrou o ano de 2023 com shows pelo território brasileiro, se apresentando em lugares como Arena Império das Águias, em Florianópolis, Festival Turá, em Porto Alegre, e no Expo Internacional do Dia da Consciência Negra, em São Paulo.

## Discografia

### Álbuns de estúdio
| Álbum                         | Detalhes                                                                                              | Ref.   |
| ----------------------------- | --- | ------ |
| Esú                           | - Lançamento: 4 de setembro de 2017 - Formatos: Streaming, download digital - Gravadora: Independente | [ 16 ] |
| Bluesman                      | - Lançamento: 23 de novembro de 2018 - Formatos: Streaming, download digital - Gravadora: Selo EAEO   | [ 16 ] |
| Não Tem Bacanal na Quarentena | - Lançamento: 2020 - Formatos: Streaming, download digital - Gravadora: 999, Altafonte                |        |
| QVVJFA                        | - Lançamento: 2022 - Formatos: Streaming, download digital - Gravadora: 999, Altafonte                |        |

### Extented plays(EP)
- Oldmonkey (2015)
- Direto do Hospício (2017)

### Singles

#### Como artista principal
| Ano  | Canção                                                | Álbum                         |
| ---- | ----------------------------------------------------- | ----------------------------- |
| 2016 | "999"                                                 | Não adicionado à nenhum álbum |
| 2016 | "Sujismundo" (part. Bino, Djonga, Mazili e JNR Beats) | Não adicionado à nenhum álbum |
| 2016 | "O Culto" (part. Mazili e Dactes)                     | Não adicionado à nenhum álbum |
| 2018 | "Facção Carinhosa"                                    | Não adicionado à nenhum álbum |
| 2018 | "Sinfonia do Adeus"                                   | Não adicionado à nenhum álbum |
| 2018 | "Preto e Chave" (com Xarope MC)                       | Não adicionado à nenhum álbum |
| 2018 | "Banho de Sol"                                        | Não adicionado à nenhum álbum |
| 2018 | "Tardes Que Nunca Acabam"                             | Não adicionado à nenhum álbum |
| 2018 | "Última Noite"                                        | Não adicionado à nenhum álbum |
| 2018 | "Hakaishins"                                          | Não adicionado à nenhum álbum |
| 2018 | "Hakaishins" (Remix)                                  | Não adicionado à nenhum álbum |
| 2018 | "Sulicidio" (Remix)                                   | Não adicionado à nenhum álbum |
| 2019 | "Paris"                                               | Não adicionado à nenhum álbum |
| 2020 | "Mate Todos Eles"                                     | Não adicionado à nenhum álbum |
| 2020 | "Tommie Smith"                                        | Não adicionado à nenhum álbum |
| 2022 | "Gotham é Aqui"                                       | Não adicionado à nenhum álbum |
| 2022 | "Hotel Caro" (com Luísa Sonza)                        | Não adicionado à nenhum álbum |

#### Como artista convidado
| Ano  | Canção             | Artista principal  | Álbum                         |
| ---- | ------------------ | ------------------ | ----------------------------- |
| 2017 | "$port$ujo"        | Matheus Coringa    | Não adicionado à nenhum álbum |
| 2017 | "Onze"             | Pineapple Storm TV | Não adicionado à nenhum álbum |
| 2023 | "Ligações de Alma" | Carol Biazin       | Reversa Inato                 |

## Condecorações

### Prêmios e indicações
| Organização                           | Ano  | Categoria                                                       | Indicação         | Resultado | Ref.          |
| ------------------------------------- | ---- | --------------------------------------------------------------- | ----------------- | --------- | ------------- |
| Festival de Publicidade de Cannes     | 2019 | Entertainment for Music                                         | "Bluesman"        | Venceu    | [ 17 ]        |
| Grammy Latino                         | 2022 | Melhor Álbum de Rock ou Música Alternativa em Língua Portuguesa | QVVJFA            | Indicado  | [ 16 ]        |
| Prêmios MTV MIAW (Brasil)             | 2019 | Artista Musical                                                 | Ele mesmo         | Indicado  | [ 18 ]        |
| Prêmios MTV MIAW (Brasil)             | 2019 | Beat BR                                                         | Ele mesmo         | Indicado  | [ 18 ]        |
| Prêmios MTV MIAW (Brasil)             | 2022 | Álbum ou EP do Ano                                              | QVVJFA            | Indicado  | [ 19 ] [ 20 ] |
| Prêmios MTV MIAW (Brasil)             | 2022 | Clipe do Ano                                                    | "Gotham é Aqui"   | Indicado  | [ 19 ] [ 20 ] |
| Prêmio Multishow de Música Brasileira | 2018 | Artista Revelação Superjúri                                     | Ele mesmo         | Venceu    | [ 21 ]        |
| Prêmio Multishow de Música Brasileira | 2018 | Canção do Ano Superjúri                                         | "Te Amo Disgraça" | Venceu    | [ 21 ]        |
| Troféu APCA                           | 2017 | Artista Revelação                                               | Ele mesmo         | Indicado  | [ 10 ]        |
| Troféu APCA                           | 2017 | Música do Ano                                                   | "Te Amo Disgraça" | Indicado  | [ 10 ]        |
| Troféu APCA                           | 2017 | Disco do Ano                                                    | Esú               | Indicado  | [ 10 ]        |

### Certificações
| Título                      | Tipo   | Ano  | Certificação | Ref.   |
| --------------------------- | ------ | ---- | ------------ | ------ |
| "Te Amo Disgraça"           | single | 2020 | Diamante     | [ 22 ] |
| "Me Desculpa Jay Z"         | single | 2020 | Diamante     | [ 22 ] |
| "Flamingos"                 | single | 2020 | 2× Platina   | [ 22 ] |
| "Girassóis de Van Gogh"     | single | 2020 | 2× Platina   | [ 22 ] |
| "Bluesman"                  | single | 2020 | Platina      | [ 22 ] |
| "Queima Minha Pele"         | single | 2020 | Platina      | [ 22 ] |
| Bluesman                    | álbum  | 2020 | Platina      | [ 22 ] |
| "Ela é Gostosa Pra Caralho" | single | 2022 | Platina      | [ 22 ] |
| "20 Ligações"               | single | 2022 | Ouro         | [ 22 ] |